# Alex Webb
Alex Webb (5 de mayo de 1952, San Francisco, EE. UU.) es un fotógrafo estadounidense que es miembro de la Agencia Magnum desde 1979.
Estudió Historia y Literatura en Harvard y Fotografía en el Carpenter Center for the Visual Arts. Comenzó a trabajar en 1974, publicando en revistas como Geo, Life, New York Times o National Geographic.
Ha publicado varios libros, entre los que destacan:
- Hot Light/Half-Made Worlds: Photographs from the Tropics (1986)
- Under a Grudging Sun: Photographs from Haiti Libere (1989).
- Alex Webb Fotografías:  From the tropics (1989).
- From the Sunshine State: Photographs of Florida (1996).
- Amazon: From the Floodplains to the Clouds (1997).
- Dislocations (1998-99).
- Crossings (2003).
- Istanbul: City of a Hundred Names (2007).